# Шоєрфельд
Шоєрфельд (нім. Scheuerfeld) — громада в Німеччині, розташована в землі Рейнланд-Пфальц. Входить до складу району Альтенкірхен. Складова частина об'єднання громад Бецдорф.
Площа — 2,66 км2. Населення становить 2071 ос. (станом на 31 грудня 2020).